# Verwaltungsgemeinschaft Kirchheim in Schwaben
Die Verwaltungsgemeinschaft Kirchheim in Schwaben im schwäbischen Landkreis Unterallgäu besteht seit der Gemeindegebietsreform am 1. Mai 1978. Ihr gehören als Mitgliedsgemeinden an:
1. Eppishausen, 1980 Einwohner, 39,45 km²
2. Kirchheim i.Schw., Markt, 2724 Einwohner, 31,95 km²

Sitz der Verwaltungsgemeinschaft ist Kirchheim in Schwaben.